# Trite longipalpis
Trite longipalpis is een spinnensoort in de taxonomische indeling van de springspinnen (Salticidae).
Het dier behoort tot het geslacht Trite. De wetenschappelijke naam van de soort werd voor het eerst geldig gepubliceerd in 1955 door Brian John Marples.